# Беляви (Хойницький повіт)
Беляви (пол. Bielawy, нім. Blankenbruch) — село в Польщі, у гміні Черськ Хойницького повіту Поморського воєводства.
У 1975-1998 роках село належало до Бидгощського воєводства.